# Mindmirror
Mindmirror je osmi studijski album nizozemske skupine Ekseption.

## Seznam skladb
| A stran | A stran                                                                    | A stran |
| Št.     | Naslov                                                                     | Dolžina |
| ------- | -------------------------------------------------------------------------- | ------- |
| 1.      | „Pick Up the Pieces‟ (Roger Ball/Malcolm Duncan/Alan Gorrie/Hamish Stuart) | 6:05    |
| 2.      | „Bourree‟ (Johann Sebastian Bach)                                          | 3:14    |
| 3.      | „Tramontane‟ (Piet Souer)                                                  | 4:17    |
| 4.      | „Electric Swamp‟ (Hans Hollestelle)                                        | 4:04    |
| 5.      | „Ramses‟ (Ramses Shaffy)                                                   | 1:00    |

| B stran | B stran                                | B stran |
| Št.     | Naslov                                 | Dolžina |
| ------- | -------------------------------------- | ------- |
| 1.      | „Mind Mirror‟ (Hans Jansen/Jan Vennik) | 17:28   |

### Opomba
- Plošča ne vsebuje informacij o zasedbi